# Nutaku
Nutaku é uma plataforma de jogos para adultos, principalmente com jogos hentai. Localizada no Canadá, a Nutaku oferece jogos com conteúdo adulto. A plataforma concentra-se em jogos de navegador, jogos para download e móveis ambos gratuitos com microtransações e adquiríveis. Nutaku tem 22 milhões de visitantes por mês e fornece uma plataforma para desenvolvedores de jogos indie ocidentais na web. A Nutaku oferece jogos pornográficos de vários gêneros, incluindo ação e aventura, jogo on-line maciçamente para vários jogadores, estratégia em tempo real, defesa em torre, sim de namoro, clicker, jogo de cartas colecionáveis, puzzle, estratégia baseada em turnos (EBS), estratégia, romances visuais e realidade virtual.

## História
Em dezembro de 2014, a DMM fez parceria com a Nutaku com o objetivo de comercializar e publicar jogos no mercado ocidental. Atualmente, a Nutaku é a única distribuidor de jogos DMM fora do Japão.
Em janeiro de 2015, a plataforma foi lançada com quatro jogos japoneses que foram traduzidos para um público que fala inglês. Embora tenham começado com o lançamento do RPG de batalha de cartas "Lord of Valkyrie", Nutaku expandiu rapidamente sua seleção para incluir jogos on-line de batalha de cartas, aventura, construção de cidades e gêneros de sim. É particularmente conhecido por sua ampla seleção de jogos eróticos japoneses traduzidos.
Em agosto de 2015, uma versão online do Everlasting Summer com conteúdo adulto restaurado foi lançada na Nutaku. Em novembro de 2015, a Nutaku anunciou o lançamento de um site para todas as idades.
Em julho de 2016, a Nutaku anunciou sua parceria com o Kimochi, um cliente de jogos executável focado na distribuição digital de jogos para adultos de todo o mundo. No início de 2017, a Nutaku lançou a versão compatível com Android de alguns de seus jogos mais populares.
Em fevereiro de 2017, a Nutaku anunciou o lançamento do Kimochi Red Light, uma nova plataforma de crowdfunding criada exclusivamente para jogos adultos de crowdfunding.
Na Anime Expo 2017, em julho, Nutaku realizou uma conferência na qual um funcionário se referiu à plataforma como sendo "um vapor fumegante". Nessa época, a plataforma havia atingido 9 milhões de usuários.